# Волкодаєвка
Волкода́євка (рос. Волкодаевка) — присілок у складі Кожевниковського району Томської області, Росія. Входить до складу Вороновського сільського поселення.

## Населення
Населення — 48 осіб (2010; 87 у 2002).
Національний склад (станом на 2002 рік):
- росіяни — 90 %